# Juli Grecí
Juli Grecí (en llatí Julius Graecinus) va ser un magistrat romà del segle ii. Va ser el pare de Gneu Juli Agrícola.
Tenia molt bona reputació i va ser condemnat a mort per Calígula aparentment sense cap motiu. Sèneca parla molt bé de Grecí. El seu nom apareix als Fasti com a cònsol sufecte l'any 16.
Plini el vell el menciona, i de les seves explicacions es dedueix que va escriure algunes obres sobre botànica i agricultura.